# Deutsche Cadre-47/2-Meisterschaft 1949/50

Veranstaltungsort: Köln

Die Deutsche Cadre-47/2-Meisterschaft 1949/50 war eine Billard-Turnierserie und fand vom 6. bis zum 9. Oktober 1949 in Köln zum 27. Mal statt.

## Geschichte
Erstmals wurde in Köln eine Deutsche Meisterschaft im Cadre 47/2 ausgetragen. Ausrichter war der Kölner Billardclub 1908. In einer spannenden Finalpartie zwischen den ungeschlagenen Siegfried Spielmann aus Immigrath und Werner Sorge aus Hamburg setzte sich Spielmann am Ende knapp mit 400:396 in 34 Aufnahmen durch. Platz drei belegte der Titelverteidiger Walter Lütgehetmann, der die Partien gegen Spielmann und Sorge verlor. Allgemein wurde die sehr schöne Billardatmosphäre im Turniersaal des Hotel Atlantic von allen Teilnehmern und Zuschauern gelobt. Da zum ersten Mal Cadre 47/2 gespielt wurde, sind alle von Spielmann erzielten Leistungen deutsche Rekorde.

## Turniermodus
Das ganze Turnier wurde im Round-Robin-System bis 400 Punkte mit Nachstoß gespielt. Bei MP-Gleichstand wurde in folgender Reihenfolge gewertet:
1. MP = Matchpunkte
2. GD = Generaldurchschnitt
3. HS = Höchstserie

## Abschlusstabelle
| MP    | Match Points (Sieger = 2; Unentschieden = 1; Verlierer = 0) |
| Pkte. | Erzielte Karambolagen                                       |
| Aufn. | Benötigte Versuche                                          |
| GD    | Generaldurchschnitt                                         |
| BED   | Bester Einzeldurchschnitt eines Spielers                    |
| HS    | Höchstserie                                                 |
|       | Bester GD des Turniers                                      |
|       | Bester ED des Turniers                                      |
|       | Beste HS des Turniers                                       |
|       | 1. Platz (Gold)                                             |
|       | 2. Platz (Silber)                                           |
|       | 3. Platz (Bronze)                                           |

| Klassement                 | Klassement                           | Klassement | Klassement | Klassement | Klassement | Klassement | Klassement |
| Platz                      | Name                                 | MP         | Pkte.      | Aufn.      | GD         | BED        | HS         |
| -------------------------- | ------------------------------------ | ---------- | ---------- | ---------- | ---------- | ---------- | ---------- |
| 1                          | Siegfried Spielmann (Immigrath)      | 14:0       | 2800       | 155        | 18,06      | 40,00      | 231        |
| 2                          | Werner Sorge (Hamburg)               | 12:2       | 2796       | 208        | 13,44      | 16,66      | 128        |
| 3                          | Walter Lütgehetmann (Frankfurt/Main) | 10:4       | 2651       | 157        | 16,88      | 26,66      | 115        |
| 4                          | Gerd Thielens (Gelsenkirchen)        | 8:6        | 2359       | 216        | 10,92      | 15,38      | 119        |
| 5                          | Josef Bolz (Köln)                    | 6:8        | 2285       | 217        | 10,52      | 20,00      | 148        |
| 6                          | Karlheinz Krienen (Mönchengladbach)  | 3:11       | 2048       | 252        | 8,12       | 11,42      | 69         |
| 7                          | Carl Foerster (Aachen)               | 3:11       | 1997       | 248        | 8,05       | 10,00      | 88         |
| 8                          | Alfred Jauch (Hamburg)               | 0:14       | 1888       | 193        | 9,78       | –          | 74         |
| Turnierdurchschnitt: 11,43 |                                      |            |            |            |            |            |            |